# Изложба „Трећи београдски Бијенале цртежа и мале пластике” (1997—1998)
Изложба „Трећи београдски Бијенале цртежа и мале пластике” се одржала у периоду од 18. децембра 1997. до 15. јануара 1998. године у Уметничком павиљону „Цвијета Зузорић” у Београду.

## Жири
Добитнике награда за цртеж и малу пластику је изабрао жири:
- Милан Блануша
- Василије Сујић
- Мирјана Радојчић
- Олга Јанчић
- Влада Розић

## Излагачи
1. Александра Антић
2. Бошко Атанацковић
3. Раденко Аднађ
4. Коста Бунушевац
5. Светлана Бабић
6. Љиљана Бурсаћ
7. Жарко Бјелица
8. Боривој Бијелић
9. Стојанка Бошњак
10. Искра Савић Браво
11. Зоран Бановић
12. Ваниа Колева Валкова
13. Габриела Васић
14. Милица Вергот
15. Марија Видић
16. Зоран Вуковић
17. Никола Вукосављевић
18. Жарко Вучковић
19. Срђан Вукајловић
20. Сања Цупач Грујичић
21. Оливера Даутовић
22. Вјера Дамјановић
23. Љубомир Дамјановић
24. Тијана Лишчевић Дујовић
25. Фатима Дедић
26. Љубомир Дамјановић
27. Вера Ђенге
28. Зоран Ђорђевић
29. Теодора Ђорђевић
30. Бранко Ђукић
31. Александар Ђурић
32. Мартин Ердеш
33. Василије Живковић
34. Синиша Жикић
35. Славко Живановић
36. Теофана Зарић
37. Љиљана Јарић
38. Љубодраг Јале Јанковић
39. Момчило Јанковић
40. Зорица Јанковић
41. Весна Јаношевић
42. Драган Јовановић
43. Биљана Јеж Јовчић
44. Биљана Јефтић
45. Љиљана Јефтић
46. Драгана Јовчић
47. Марија Гарић Клеут
48. Јован Кратохвил
49. Иван Капичић
50. Весна Кнежевић
51. Радомир Кнежевић
52. Марина Васиљевић Кујунџић
53. Бранка Кузмановић
54. Радован Кузмановић
55. Сандра Кованџић
56. Милица Којичић
57. Милутин Копања
58. Емило Костић
59. Мирјана Крстевска
60. Владан Љубинковић
61. Љубиша Манчић
62. Бранислав Марковић
63. Милан Р. Марковић
64. Милан Т. Марковић
65. Даница Масниковић
66. Славко Миленковић
67. Лепосава Сибиновић Милошевић
68. Весна Милуновић
69. Светозар Мирков
70. Лидија Мићовић
71. Жељка Момиров
72. Драган Мојовић
73. Даниела Морариу
74. Доминика Морариу
75. Борислав Нановић
76. Владана Николић
77. Мирко Огњановић
78. Иван Павић
79. Александра Павићевић
80. Соња Павићевић
81. Пепа Пашћан
82. Јасмина Пејчић
83. Драган Перић
84. Димитрије Пецић
85. Миливој Павловић
86. Бојан Попов
87. Александар Поповић
88. Санвила Пореј
89. Рајко Попивода
90. Зоран Пурић
91. Милијана Радовановић
92. Љубица Радовић
93. Срђан Радојковић
94. Бранко Раковић
95. Слободан Роксандић
96. Душан Русалић
97. Мирољуб Стаменковић
98. Маргарета Станојловић
99. Драган Станојевић
100. Добри Станаћев
101. Катарина Станковић
102. Вера Стевановић
103. Снежана Скоко
104. Радмила Степановић
105. Добри Стојановић
106. Љиљана Стојановић
107. Катарина Стојић
108. Милорад Ступовски
109. Душан Суботић
110. Милан Тарин Тепавац
111. Јелена Терзин
112. Томислав Тодоровић
113. Микица Трајкановић
114. Вукашин Турински
115. Владимир Ћурчин
116. Тијана Фишић
117. Сава Халугин
118. Едвина Романовић Худечкова
119. Деспина Четник
120. Даниела Фулгоси